# 캄보디아윗수염박쥐
캄보디아윗수염박쥐(Myotis rosseti)는 애기박쥐과 윗수염박쥐속에 속하는 박쥐이다. 캄보디아와 라오스, 태국에서 발견된다.

## 특징
작은 박쥐로 몸통 길이가 36~38mm이고 전완장이 29~31mm, 꼬리 길이가 35~38mm이다. 발 길이는 7mm, 귀 길이는 13~14mm, 몸무게는 최대 6g이다. 털이 짧다. 등 쪽 털은 회갈색이고 배 쪽은 좀더 밝은 색을 띤다. 주둥이는 핑크색이다. 귀는 짙은 회색을 띠고 긴 원통형 모양이다.

## 생태
건물과 나무 구멍 속, 대나무 줄기 속에 은신한다. 먹이는 교란 숲과 작은 시냇가 근처에서 포획하는 곤충이다. 11월에 포획한 암컷에서 젖을 먹인 흔적이 나타나는 데, 여름이 끝날 때부터 가을이 시작될 때 사이에 새끼를 낳기 때문에 다발성 발정기 생식주기를 갖고 있을 가능성이 있다.

## 분포 및 서식지
[[태국]과 캄보디아, 라오스, 베트남 남부 지역에 널리 분포한다.